# Agassizhorn
Agassizhorn – szczyt w Alpach Berneńskich, części Alp Zachodnich. Leży w Szwajcarii w kantonach Berno i Valais. Szczyt nazwę zawdzięcza szwajcarskiemu badaczowi nazwiskiem Louis Agassiz. Sąsiaduje z Finsteraarhorn na północy. Można go zdobyć ze schroniska Aarbiwak (2731 m), Oberaarjochhütte (3258m) lub Finsteraarhornhütte (3048 m). Góruje nad lodowcem Fieschergletscher.